# Röntgenreflektometrie
Die Röntgenreflektometrie (englisch X-ray reflectometry, XRR, bzw. grazing incidence X-ray reflectometry, GIXR) ist eine oberflächenempfindliche Messmethode. Sie wird u. a. in der Analytischen Chemie, der Physik und der Materialwissenschaft zur Charakterisierung von Oberflächen, Dünnschichten und Mehrfachschichtsystemen eingesetzt.
Sie ist verwandt mit vergleichbaren Methoden wie
- der Neutronenreflektometrie, die eine andere Art von Strahlung nutzt, die Neutronenstrahlung
- der Ellipsometrie, die eine andere Wellenlänge von elektromagnetischer Strahlung nutzt.

## Prinzip
Die Grundidee dieser analytischen Methode ist es, Röntgenstrahlen unter einem flachen Einfallswinkel an einer ebenen Fläche zu reflektieren und die Intensität der in gerichteter Reflexion (Ausfallswinkel gleich Einfallswinkel) reflektierten Röntgenstrahlen zu messen. Ist die Oberfläche nicht perfekt glatt, dann weicht die Intensität der reflektierten Strahlung von der durch die Fresnel-Gleichungen vorhergesagten Intensität ab. Diese Abweichung kann genutzt werden, um ein Dichteprofil der Grenzfläche senkrecht zur Oberfläche zu erhalten.
Diese aus anderen Bereichen bekannte Technik scheint erstmals Anfang der 1950er Jahre durch Professor Lyman G. Parratt von der Cornell University mit angewendet worden zu sein. In Parratts erster Veröffentlichung zu diesem Thema erforschte er die Oberfläche eines mit Kupfer beschichteten Glases. Seit damals wurde die Technik auf die Analyse vieler fester und flüssiger Grenzflächen erweitert.

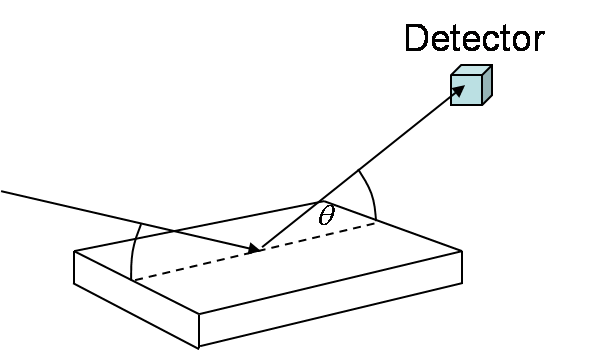
Gerichtete Reflexion von Röntgenstrahlung (schematische Darstellung)

Die grundlegende mathematische Beziehung, die die gerichtete (spiegelnde) Reflexion beschreibt, ist recht unkompliziert. Wenn eine Grenzfläche nicht perfekt scharf ist, aber ein durchschnittliches Elektronendichteprofil {\displaystyle \rho _{e}(z)} hat, dann kann der Röntgenreflexionsgrad näherungsweise durch folgende Gleichung beschrieben werden:
{\displaystyle {\frac {R(Q)}{R_{F}(Q)}}=\left|{\frac {1}{\rho _{\infty }}}{\int \limits _{-\infty }^{\infty }{e^{iQz}\left({\frac {\mathrm {d} \rho _{e}}{\mathrm {d} z}}\right)\mathrm {d} z}}\right|^{2}}
mit
- dem Reflexionsgrad {\displaystyle R(Q)} in Abhängigkeit vom Impulsübertrag {\displaystyle Q={\frac {4\pi \sin(\theta )}{\lambda }}} in z-Richtung, d. h. senkrecht zur Grenzfläche
  - dem Einfallswinkel {\displaystyle \theta } der Röntgenstrahlung
  - der Wellenlänge {\displaystyle \lambda } der Röntgenstrahlung
- der Dichte {\displaystyle \rho _{\infty }} des Materials fernab der Grenzfläche.

In der Regel kann man diese Formel verwenden, um parametrisierte Modelle der mittleren Dichte in der z-Richtung mit dem gemessenen Röntgenreflexionsgrad mittels Parametervariation und einer Ausgleichsrechnung zu vergleichen, bis das theoretische Profil dem Messergebnis entspricht.
Bei der Röntgenreflexion an Mehrfachschichtsystemen können Schwingungen mit einer Wellenlänge auftreten, analog zum Fabry-Pérot-Effekt (vgl. Fabry-Pérot-Interferometer). Ähnlich wie in der Optik können diese Schwingungen genutzt werden, um die Schichtdicken und andere Eigenschaften abzuleiten, z. B. unter Verwendung des Abelès-Matrixformalismus.